# 沃克鎮區 (北達科他州赫廷傑縣)
沃克鎮區（英語：Walker Township）是位於美國北達科他州赫廷傑縣的一個鎮區。

## 地方資料
沃克鎮區的面積為93.54平方千米，當中陸地面積為93.42平方千米，而水域面積為0.12平方千米。根據2020年美國人口普查的數據，當地共有人口15人，而人口密度為每平方千米0.16人。